# Lomariopsis jamaicensis
Lomariopsis jamaicensis är en ormbunkeart som först beskrevs av Lucien Marcus Underwood, och fick sitt nu gällande namn av Holtt. Lomariopsis jamaicensis ingår i släktet Lomariopsis och familjen Lomariopsidaceae. Inga underarter finns listade.